# Xysticus geometres
Xysticus geometres là một loài nhện trong họ Thomisidae.
Loài này thuộc chi Xysticus. Xysticus geometres được Ludwig Carl Christian Koch miêu tả năm 1874.